# Sili Nerva
Sili Nerva (en llatí Silius Nerva) va ser un magistrat romà del segle i. Formava part de la gens Sília, una gens romana d'origen plebeu.
Va ser nomenat cònsol l'any 65 en el regnat de l'emperador Neró, juntament amb Marc Vestí Àtic. Als Fasti se li dona el nom d'Aule Licini Nerva Silà, ja que segons es creu va ser adoptat per algun Aule Licini. Era probablement fill de Publi Licini Nerva, cònsol l'any 28.